# Patrick Bismuth
Patrick Bismuth (nacido el 15 de diciembre de 1954) es un violinista y director de orquesta francés.

## Biografía
Bismuth nació en Túnez en 1954. Estudió violín con Roland Charmy en el Conservatorio de París y en 1993 se convirtió en profesor de violín barroco trabajando en los conservatorios de Versalles, Boulogne Billancourt, París y Reims. El aprendizaje del violín barroco le permite interpretar de forma diferente repertorios clásicos, románticos y contemporáneos.
Ha actuado en numerosos conciertos con su agrupación, "La Tempesta", el Atlantis Quartet, del que es cofundador y también con el organista Louis Thiry, que lo introdujo en la música antigua. Participa también desde hace muchos años en los conjuntos de Jean-Claude Malgoire.
Ha grabado las Sonatas y Partitas para violín solo de Bach, las Sonatas del Rosario de Heinrich Biber y las sonatas de Jean-Marie Leclair, pero también obras de Ravel, Kreisler y Enesco. Bajo el título "Musique dans la cité interdite" participó con el "Ensemble XVIII-21" del flautista Jean-Christophe Frisch, en la grabación de música de la corte imperial de China en el siglo XVIII, y también piezas de Teodorico Pedrini y Joseph-Marie Amiot.
En 2011, con el organista Louis Thiry graba Tientos de Francisco Correa de Arauxo, tocando el violín, la viola y la viola da spalla.